# Ozdów
Ozdów (ukr. Оздів) – wieś położona na Ukrainie, w rejonie łuckim, w obwodzie wołyńskim, liczy 490 mieszkańców.
Znajduje tu się przystanek kolejowy Ozdów, położony na linii Lwów – Kiwerce.